# Bohdan Ryszewski
Bohdan Stanisław Ryszewski (ur. 9 września 1934 we Włocławku) – polski historyk, bibliotekarz, archiwista.

## Życiorys
Urodził się w rodzinie należącej do klasy średniej. Maturę zdał w 1954 we Włocławku, po czym rozpoczął studia historyczne na Uniwersytecie Mikołaja Kopernika w Toruniu, które ukończył w 1958. W latach 1958–1966 pracował w Archiwum Państwowym w Kielcach. W 1966 rozpoczął pracę na UMK w Katedrze Archiwistyki i Nauk Pomocniczych Historii, następnie w Zakładzie Archiwistyki UMK. W 1970 uzyskał doktorat na podstawie rozprawy pt. „Archiwistyka – przedmiot, zakres, podział (studia nad problemem)”, którą przygotował pod kierunkiem prof. Andrzeja Tomczaka. W latach 1974–1986 był dyrektorem Biblioteki Uniwersyteckiej w Toruniu i inicjatorem powstania kierunku bibliotekoznawstwa  i informacji naukowej. W 1984 został doktorem habilitowanym, od 1986 docentem UMK, a w 1990 profesorem nadzwyczajnym, a 22 czerwca 1995 profesorem zwyczajnym. Od 1998 związany jest z Uniwersytetem Warmińsko-Mazurskim. 24 maja 2001 "za wybitne zasługi w pracy naukowej i dydaktycznej" został nagrodzony Krzyżem Kawalerskim Orderu Odrodzenia Polski.
Bohdan Ryszewski zajmuje się teoretycznymi podstawami archiwistyki jako nauki, jej metodami badawczymi, problemami informacji naukowej. Publikował liczne prace naukowe i artykuły m.in. w Archeionie, jest też twórcą polskiego modelu opisu archiwalnego FOPAR. Od 1966 do 1998 roku wykładał podstawowe przedmioty na specjalizacji archiwalnej Uniwersytetu Mikołaja Kopernika. W 1998 roku założył specjalizację archiwalną na Uniwersytecie Warmińsko - Mazurskim  i prowadził tam wykłady i seminaria do 2008 roku. Od 1986 roku prowadził seminarium doktoranckie na UMK i UWM, na którym powstało 19 prac doktorskich obronionych na UMK, UWM i Uniwersytecie Wrocławskim. Obecnie przewodniczy zespołowi naukowemu "Symposia Archivistica", który organizuje corocznie sympozja i publikuje ich materiały.

## Wybrane publikacje
- Archiwistyka – przedmiot, zakres, podział (studia nad problemem), PWN 1972
- Studia o działalności i zbiorach Biblioteki Uniwersyteckie Mikołaja Kopernika, Toruń 1980
- Problemy i metody badawcze archiwistyki, Toruń 1985
- Archiwistyka (1989, wspólnie z Haliną Robótką i Andrzejem Tomczakiem, ISBN 83-01-08686-6)
- Problemy komputeryzacji archiwów, 1994